# 金沢レスキュー隊
金沢レスキュー隊（かなざわレスキューたい）とは、石川県金沢市にある金沢市消防局特別救助隊から編成された男子綱引チームである。
今まで獲得した主要アジア・全国タイトルは、全国男子チーム最多の計18回である。
特に全日本綱引選手権大会では、1988年からの4連覇を含む全国男子チーム最多12回の優勝を誇る。

## 主な獲得タイトル
- アジア綱引選手権大会 優勝 1回（1990年）
- 全日本綱引選手権大会 優勝 12回（1988-1991年、1993-1994年、1999年、2003年、2007年、2011年）
- 全日本綱引選手権軽量級大会（560kg級）優勝 5回（2001-2002年、2004年、2006-2007年）

以上、計18回は全国男子チーム最多である。